# Гесльванг
Гесльванг (нім. Höslwang) — громада в Німеччині, розташована в землі Баварія. Підпорядковується адміністративному округу Верхня Баварія. Входить до складу району Розенгайм. Складова частина об'єднання громад Гальфінг.
Площа — 16,18 км2. Населення становить 1304 ос. (станом на 31 грудня 2020).